# José Luis Clerc
José Luis Clerc (* 16. August 1958 in Buenos Aires), genannt „Batata“, ist ein ehemaliger argentinischer Tennisspieler.

## Karriere
Als Rechtshänder wechselte Clerc 1977 ins Profilager und gewann 27 ATP-Titel. 1988 zog er sich als aktiver Spieler zurück. Seine beste Platzierung in der Weltrangliste war der vierte Rang am 3. August 1981. Im Anschluss hatte er einen Lauf und erreichte 27 Siege und vier Titel in einem Monat.
In der Weltrangliste belegte er zum Ende des Jahres 1980 den achten, 1981 den fünften, 1982 den sechsten und 1983 den achten Platz.
Zwischen 1976 und 1989 vertrat Clerc Argentinien im Davis Cup, teilweise zusammen mit seinem Teamkollegen Guillermo Vilas. 1981 im Endspiel gegen die USA (Endstand 1:3) bezwang er zwar Roscoe Tanner, verlor jedoch das zweite Einzel gegen John McEnroe, nachdem er bereits das Doppel mit Vilas gegen Peter Fleming und McEnroe verloren hatte.
Zusammen mit Vilas und Carlos Gattiker gewann er mit Argentinien 1980 den Nations Cup in Düsseldorf, im Endspiel siegte die Mannschaft gegen Italien mit 3:0.
Clerc leitet eine Tennisschule in Argentinien, nimmt an Senioren-Turnieren teil, und arbeitet als Fernsehkommentator.

## Erfolge
| Legende         |
| Grand Slam (0)  |
| Grand Prix (27) |

| Siege nach Belag |
| Sand (22)        |
| Hartplatz (4)    |
| Rasen (0)        |
| Teppich (1)      |

### Turniersiege

#### Einzel
| Nr. | Datum          | Turnier           | Belag       | Finalgegner       | Ergebnis                |
| --- | -------------- | ----------------- | ----------- | ----------------- | ----------------------- |
| 1.  | Juli 1978      | Florenz           | Sand        | Patrice Dominguez | 6:4, 6:2, 6:1           |
| 2.  | Dezember 1978  | Buenos Aires      | Sand        | Víctor Pecci      | 6:4, 6:4                |
| 3.  | Dezember 1978  | Santiago de Chile | Sand        | Víctor Pecci      | 3:6, 6:3, 6:1           |
| 4.  | April 1979     | Johannesburg      | Hartplatz   | Deon Joubert      | 6:2, 6:1                |
| 5.  | März 1980      | San José          | Hartplatz   | Jimmy Connors     | 4:6, 2:6 Aufgabe        |
| 6.  | Juli 1980      | South Orange      | Sand        | John McEnroe      | 6:3, 6:2                |
| 7.  | August 1980    | Indianapolis      | Sand        | Mel Purcell       | 7:5, 6:3                |
| 8.  | September 1980 | Madrid            | Sand        | Guillermo Vilas   | 6:3, 1:6, 1:6, 6:4, 6:2 |
| 9.  | November 1980  | Quito             | Sand        | Víctor Pecci      | 6:4, 1:6, 10:8          |
| 10. | November 1980  | Buenos Aires      | Sand        | Rolf Gehring      | 6:7, 2:6, 7:5, 6:0, 6:3 |
| 11. | Mai 1981       | Florenz           | Sand        | Raúl Ramírez      | 6:1, 6:2                |
| 12. | Mai 1981       | Rom               | Sand        | Víctor Pecci      | 6:3, 6:4, 6:0           |
| 13. | Juli 1981      | Boston            | Sand        | Hans Gildemeister | 0:6, 6:2, 6:2           |
| 14. | Juli 1981      | Washington, D.C.  | Sand        | Guillermo Vilas   | 7:5, 6:2                |
| 15. | Juli 1981      | North Conway      | Sand        | Guillermo Vilas   | 6:3, 6:2                |
| 16. | August 1981    | Indianapolis      | Sand        | Ivan Lendl        | 4:6, 6:4, 6:2           |
| 17. | Februar 1982   | Richmond          | Teppich (i) | Fritz Buehning    | 3:6, 6:3, 6:4, 6:3      |
| 18. | Juni 1982      | Venedig           | Sand        | Peter McNamara    | 7:6, 6:1                |
| 19. | Juli 1982      | Gstaad            | Sand        | Guillermo Vilas   | 6:1, 6:3, 6:2           |
| 20. | Juli 1982      | Zell am See       | Sand        | Heinz Günthardt   | 6:0, 3:6, 6:2, 6:1      |
| 21. | November 1982  | São Paulo         | Sand (i)    | Marcos Hocevar    | 6:2, 6:7, 6:3           |
| 22. | Januar 1983    | Guarujá           | Hartplatz   | Mats Wilander     | 3:6, 7:5, 6:1           |
| 23. | Juli 1983      | Boston            | Sand        | Jimmy Arias       | 6:3, 6:1                |
| 24. | Juli 1983      | Washington, D.C.  | Sand        | Jimmy Arias       | 6:3, 3:6, 6:0           |
| 25. | Juli 1983      | North Conway      | Sand        | Andrés Gómez      | 6:3, 6:1                |

#### Doppel
| Nr. | Datum          | Turnier | Belag         | Partner      | Finalgegner                   | Ergebnis      |
| --- | -------------- | ------- | ------------- | ------------ | ----------------------------- | ------------- |
| 1.  | Oktober 1981   | Basel   | Hartplatz (i) | Ilie Năstase | Markus Günthardt Pavel Složil | 7:6, 6:7, 7:6 |
| 2.  | September 1983 | Palermo | Sand          | Pablo Arraya | Tian Viljoen Danie Visser     | 1:6, 6:4, 6:4 |

### Finalteilnahmen

#### Einzel
| Nr. | Datum          | Turnier          | Belag         | Finalgegner      | Ergebnis                   |
| --- | -------------- | ---------------- | ------------- | ---------------- | -------------------------- |
| 1.  | Juli 1978      | Gstaad           | Sand          | Guillermo Vilas  | 3:6, 6:7, 4:6              |
| 2.  | Juli 1978      | South Orange     | Sand          | Guillermo Vilas  | 1:6, 3:6                   |
| 3.  | August 1978    | Toronto          | Sand          | Eddie Dibbs      | 7:5, 4:6, 1:6              |
| 4.  | September 1978 | Aix-en-Provence  | Sand          | Guillermo Vilas  | 3:6, 0:6, 3:6              |
| 5.  | November 1979  | Buenos Aires     | Sand          | Guillermo Vilas  | 1:6, 2:6, 2:6              |
| 6.  | Juli 1980      | Washington, D.C. | Sand          | Brian Gottfried  | 5:7, 6:4, 4:6              |
| 7.  | Oktober 1981   | Basel            | Hartplatz (i) | Ivan Lendl       | 2:6, 3:6, 0:6              |
| 8.  | April 1982     | Houston          | Sand          | Ivan Lendl       | 6:3, 6:7, 0:6, 4:1 Aufgabe |
| 9.  | September 1983 | Palermo          | Sand          | Jimmy Arias      | 2:6, 6:2, 0:6              |
| 10. | Juli 1984      | Boston           | Sand          | Aaron Krickstein | 6:7, 6:3, 4:6              |

#### Doppel
| Nr. | Datum         | Turnier      | Belag       | Partner            | Finalgegner                    | Ergebnis      |
| --- | ------------- | ------------ | ----------- | ------------------ | ------------------------------ | ------------- |
| 1.  | November 1978 | Buenos Aires | Sand        | Belus Prajoux      | Chris Lewis Van Winitsky       | 4:6, 6:3, 0:6 |
| 2.  | März 1979     | Mailand      | Teppich (i) | Tomáš Šmíd         | Peter Fleming John McEnroe     | 1:6, 3:6      |
| 3.  | Mai 1979      | Rom          | Sand        | Ilie Năstase       | Peter Fleming Tomáš Šmíd       | 4:6, 1:6, 5:7 |
| 4.  | Januar 1980   | Birmingham   | Teppich (i) | Ilie Năstase       | Wojciech Fibak Tom Okker       | 3:6, 3:6      |
| 5.  | November 1980 | Quito        | Sand        | Belus Prajoux      | Hans Gildemeister Andrés Gómez | 3:6, 6:1, 4:6 |
| 6.  | Juni 1982     | Venedig      | Sand        | Ilie Năstase       | Carlos Kirmayr Cássio Motta    | 4:6, 2:6      |
| 7.  | November 1988 | Buenos Aires | Sand        | Eduardo Bengoechea | Carlos Costa Javier Sánchez    | 3:6, 6:3, 3:6 |

## Auszeichnungen
- 1981 erhielt er den ATP Sportsmanship Award.
- 1980 und 1990 erhielt er den Argentinischen Kulturpreis für besondere Verdienste Konex Award.